# Max Schlosser (ténor)
Pour les articles homonymes, voir Schlosser.
Max Karl Schlosser (Amberg, 17 octobre 1835 - Utting am Ammersee, 2 septembre 1916) est un chanteur d'opéra allemand avec une voix de ténor, qui en fin de carrière a chanté avec une voix de baryton. Il a participé à la création de trois opéras de Wagner.

## Biographie

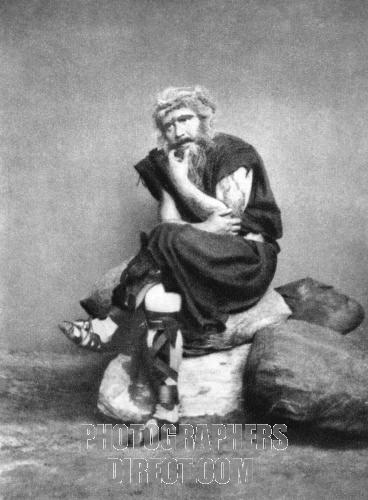
Max Schlosser dans le rôle de Mime, première de L'Anneau du Nibelung' à Bayreuth, en 1876

Max Schlosser est le fils d'un secrétaire municipal.Grâce à sa belle voix, il  a trouvé une place au séminaire St. Emmeram à Ratisbonne. À 17 ans, il est allé à Bayreuth et a pris des leçons avec le chanteur d'opéra (ténor) et directeur de théâtre Anton Bömly (de).
Schlosser a d'abord chanté dans des opérettes à Zurich, Saint-Gall et Augsbourg avec peu de succès. Dans cette dernière ville, il est tombé amoureux de la fille d'un boulanger qui a exigé avant le mariage, que son futur gendre devienne un ouvrier qualifié. Donc Schlosser est allé se former à ce métier à Ratisbonne, puis s'est marié et a travaillé pendant quatre ans à Augsbourg. Cependant, en 1868, il reprend sa carrière de chanteur et est engagé par le Bayerische Staatsoper.
Ténor pendant la majeure partie de sa carrière, il a ensuite chanté comme baryton et on se souvient aujourd'hui de ses rôles dans les opéras de Wagner. Il a créé les rôles de David dans Die Meistersinger von Nürnberg (1868), Mime dans L'Or du Rhin (1869) et le Messager dans la première posthume du premier opéra de Wagner Die Feen (1888). Schlosser a également chanté Mime à Bayreuth dans la première représentation complète de L'Anneau du Nibelung (1876) et dans la première représentation complète du cycle à Londres (1882).
Il est resté avec la compagnie jusqu'en 1904 quand il a donné son concert d'adieu en chantant le gardien de nuit dans Die Meistersinger von Nürnberg. Parmi les autres rôles de son répertoire, citons le comte Almaviva dans Le Barbier de Séville de Rossini, Max dans Der Freischütz de Weber, Lionel dans Martha de Flotow et le rôle de baryton de Beckmesser dans Die Meistersinger.
Il est décédé à Utting am Ammersee peu avant son 81e anniversaire.